# Александер, Эрик, 5-й граф Каледон
Эрик Джеймс Десмонд Александр, 5-й граф Каледон (англ. Eric James Desmond Alexander, 5th Earl of Caledonn; 9 августа 1885 — 10 июля 1968) — англо-ирландский пэр и военный. Он носил титул учтивости — виконт Александер с 1885 по 1898 год.

## Происхождение и образование
Родился 9 августа 1885 года в Карлтон-Хаус-Террасе в Лондоне. Старший сын Джеймса Александра, 4-го графа Каледона (1846—1898), и леди Элизабет Грэм-Тоулер (1857—1939).
27 апреля 1898 года после смерти своего отца Эрик Александер унаследовал титулы 5-го графа Каледона из Каледона (графство Тирон), 5-го виконта Каледона из Каледона (графство Тирон) и 5-го барона Каледона из Каледона (графство Тирон).
Он получил образование в Итонском колледже и в колледже Тринити-колледже в Кембридже. Он был одним из пажей на коронации Эдуарда VII в 1910 году .

## Биография
Лорд Каледон участвовал и был ранен в Первой мировой войне, служил на Балтике с 1919 по 1921 год, получил чин майора на службе в полку лейб-гвардии.
Граф Каледон несколько раз был оштрафован за неосторожное вождение, иногда в связи со своим шофером, а в декабре 1909 года он был оштрафован за пособничество своему шоферу в управлении незарегистрированным автомобилем в Хэмптон-Плейс, Пикадилли, который попал в столкновение с автобусом в Гамильтон-Плейс . Он также был вовлечен в судебный спор со своей матерью, вдовствующей графиней, по поводу права собственности на раннюю копию «Портрета Томаса Кромвеля» Гольбейна, которая, очевидно, была продана американцу за 30 000 фунтов стерлингов в 1914 году.

## Смерть и наследие
Холостой и бездетный лорд Каледон скончался в Белфасте 10 июля 1968 года в возрасте 82 лет. Похороны состоялись 16 июля в семейном склепе на кладбище Каледона.
Известный ирландский землевладелец лорд Каледон умер, получив около 30 000 акров земли. Семейное поместье впоследствии было разбито на 3000 акров, и ему едва удалось избежать полного распада, когда его унаследовал его племянник Дэнис Джеймс Александер, 6-й граф Каледон.